# NAS4Free
NAS4Free یک سیستم ذخیره‌سازی متصل به شبکه است که نرم‌افزاری آزاد بوده و تحت پروانه بی‌اس‌دی منتشر می‌شود. NAS4Free یک انشعاب نرم‌افزاری نیست و بر اساس کدهای فری‌نس که بین سال‌های ۲۰۰۵ تا اواخر ۲۰۱۱ توسعه داده می‌شدند، بنا شده است. این سیستم یکی از مشتقات فری‌بی‌اس‌دی محسوب می‌شود و در سیستم‌های توکار کاربرد دارد. NAS4Free می‌تواند با سیستم‌عامل‌های ویندوز، اپل و شبه‌یونیکس تعامل داشته و فایل‌ها را با این سیستم‌ها به اشتراک بگذارد. NAS4Free از زی‌اف‌اس، انواع سطوح RAID، رمزنگاری دیسک و ... پشتیبانی می‌کند.